# КНТЕУ (футбольний клуб)
ДТЕУ ФК «Меркурій» — студентська футбольна команда з міста Києва, представляє Державний торговельно-економічний університет. Виступає в чемпіонаті ААФУ. У 2014 р. команда ФК «Меркурій-КНТЕУ» стала Чемпіоном України з футболу серед ВНЗ, а в 2016 році - володар Кубку м. Києва серед студентських команд ВНЗ.